# Liste des matchs de l'équipe du Gabon de football par adversaire
Cette liste présente les matchs de l'équipe du Gabon de football par adversaire rencontré.
- Haut – A
- B
- C
- D
- E
- F
- G
- H
- I
- J
- K
- L
- M
- N
- O
- P
- Q
- R
- S
- T
- U
- V
- W
- X
- Y
- Z

## A

### Andorre
| Date         | Lieu                       | Match           | Score | Compétition  |
| 13 juin 2003 | Andorre-la-Vieille Andorre | Andorre - Gabon | 0-2   | Match amical |

Bilan
- Total de matchs disputés : 1
- Victoires de l'équipe d'Andorre : 0
- Victoires de l'équipe du Gabon : 1
- Match nul : 0

### Angola
| Date             | Lieu                            | Match          | Score              | Compétition                                 |
| 23 août 1981     | Luanda Angola                   | Angola - Gabon | 1-1                | Match amical                                |
| 18 novembre 1982 | Libreville Gabon                | Gabon - Angola | 2-2                | Qualifications pour la Coupe d'Afrique 1984 |
| 28 novembre 1982 | Luanda Angola                   | Angola - Gabon | 4-0                | Qualifications pour la Coupe d'Afrique 1984 |
| 5 octobre 1986   | Luanda Angola                   | Angola - Gabon | 1-0                | Qualifications pour la Coupe d'Afrique 1988 |
| 19 octobre 1986  | Libreville Gabon                | Gabon - Angola | 1-0 a.p. (3-5 pen) | Qualifications pour la Coupe d'Afrique 1988 |
| 27 avril 1987    | Brazzaville République du Congo | Angola - Gabon | 1-0                | Match amical                                |
| 29 novembre 1987 | Libreville Gabon                | Gabon - Angola | 0-0                | Match amical                                |
| 1er août 1988    | Luanda Angola                   | Angola - Gabon | 4-1                | Match amical                                |
| 11 juin 1989     | Luanda Angola                   | Angola - Gabon | 2-0                | Qualifications pour la Coupe du monde 1990  |
| 27 août 1989     | Libreville Gabon                | Gabon - Angola | 1-0                | Qualifications pour la Coupe du monde 1990  |
| 19 mars 1994     | ???? Angola                     | Angola - Gabon | 2-1                | Match amical                                |
| 24 janvier 1999  | Luanda Angola                   | Angola - Gabon | 3-1                | Qualifications pour la Coupe d'Afrique 2000 |
| 6 juin 1999      | Libreville Gabon                | Gabon - Angola | 3-1                | Qualifications pour la Coupe d'Afrique 2000 |
| 25 août 2002     | Luanda Angola                   | Angola - Gabon | 1-0                | Match amical                                |
| 3 juillet 2004   | Libreville Gabon                | Gabon - Angola | 2-2                | Qualifications pour la Coupe du monde 2006  |
| 4 septembre 2005 | Luanda Angola                   | Angola - Gabon | 3-0                | Qualifications pour la Coupe du monde 2006  |
| 6 septembre 2014 | Libreville Gabon                | Gabon - Angola | 1-0                | Qualifications pour la Coupe d'Afrique 2015 |
| 15 novembre 2014 | Luanda Angola                   | Angola - Gabon | 0-0                | Qualifications pour la Coupe d'Afrique 2015 |
| 17 novembre 2019 | Libreville Gabon                | Gabon - Angola | 2-1                | Qualifications pour la Coupe d'Afrique 2021 |
| 29 mars 2021     | Luanda Angola                   | Angola - Gabon | 2-0                | Qualifications pour la Coupe d'Afrique 2021 |
| 8 octobre 2021   | Luanda Angola                   | Angola - Gabon | 3-1                | Qualifications pour la Coupe du monde 2022  |
| 11 octobre 2021  | Libreville Gabon                | Gabon - Angola | 2-0                | Qualifications pour la Coupe du monde 2022  |

Bilan
- Total de matchs disputés : 22
- Victoires de l'équipe d'Angola : 18
- Victoires de l'équipe du Gabon : 5
- Match nul : 4

## C

### Comores

#### Confrontations
Confrontations entre le Gabon et les Comores :
|  | Date       | Lieu    | Match            | Score | Compétition |
|  | 10/01/2022 | Yaoundé | Comoros vs Gabon | 0-1   | Can 2022    |
|  | ---------- | ------- | ---------------- | ----- | ----------- |

#### Bilan
- Total de matchs disputés : 1
- Victoires du Gabon : 1
- Matchs nuls : 0
- Victoires des Comores : 0
- Total de buts marqués par le Gabon : 1
- Total de buts marqués par les Comores : 0

## E

### Émirats arabes unis

#### Confrontations
Confrontations entre les Émirats arabes unis et le Gabon :
|   | Date         | Lieu    | Match                       | Score | Compétition  |
| - | ------------ | ------- | --------------------------- | ----- | ------------ |
| 1 | 25 mars 2018 | Bangkok | Émirats arabes unis - Gabon | 0-1   | Match amical |

#### Bilan
Au 12 avril 2019 :
- Total de matchs disputés : 1
- Victoires des Émirats arabes unis : 0
- Matchs nuls : 0
- Victoires du Gabon : 1
- Total de buts marqués par les Émirats arabes unis : 0
- Total de buts marqués par le Gabon : 1

## G

### Ghana
| 14.06.08 | Libreville Gabon | Gabon - Ghana | 2-0 | Éliminatoires coupe du monde |
| -------- | ---------------- | ------------- | --- | ---------------------------- |
| 22.06.08 | Accra Ghana      | Ghana - Gabon | 2-0 | Éliminatoires coupe du monde |
| 14.01.22 | Yaoundé Cameroun | Gabon - Ghana | 1-1 | CAN 2022                     |

## M

### Maroc
| Date            | Lieu             | Match         | Score | Compétition              |
| --------------- | ---------------- | ------------- | ----- | ------------------------ |
| 6 avril 1997    | Libreville Gabon | Gabon - Maroc | 0-4   | Éliminatoire 1998        |
| 17 août 1997    | Casablanca Maroc | Maroc - Gabon | 2-0   | Éliminatoire 1998        |
| 2002            | Libreville Gabon | Gabon - Maroc | 2-0   | Éliminatoire CAN-2002    |
| 2002            | Rabat Maroc      | Maroc - Gabon | 0-1   | Éliminatoire CAN-2002    |
| 2004            | Libreville Gabon | Gabon - Maroc | 0-1   | Éliminatoire CAN-2004    |
| 2004            | Rabat Maroc      | Maroc - Gabon | 2-1   | Éliminatoire CAN-2004    |
| 2006            | Rabat Maroc      | Maroc - Gabon | 6-0   | Match amical             |
| 28 mars 2009    | Casablanca Maroc | Maroc - Gabon | 1-2   | Éliminatoire 2010        |
| 10 octobre 2009 | Libreville Gabon | Gabon - Maroc | 3-1   | Éliminatoire 2010        |
| 27 Janvier 2012 | Libreville Gabon | Gabon - Maroc | 3-2   | Can 2012                 |
| 8 Octobre 2016  | Libreville Gabon | Gabon - Maroc | 0-0   | Éliminatoire FIFA 2018   |
| 7 Octobre 2017  | Casablanca Maroc | Maroc - Gabon | 3-0   | Éliminatoire FIFA 2018   |
| 18 Janvier 2022 | Yaoundé Cameroun | Gabon - Maroc | 2-2   | CAN 2022 (Première Tour) |

Bilan
- Total de matchs disputés : 13
- Victoires de l'équipe du Maroc : 6
- Victoires de l'équipe du Gabon : 5
- Matchs nuls : 2

### Maurice
| Date             | Lieu       | Match           | Score | Compétition                                     |
| 13 novembre 1994 | Gabon      | Gabon - Maurice | 3-0   | Qualifications Coupe d'Afrique des nations 1996 |
| 4 juin 1995      | Maurice    | Maurice - Gabon | 0-3   | Qualifications Coupe d'Afrique des nations 1996 |
| 4 octobre 1998   | Gabon      | Gabon - Maurice | 2-0   | Qualifications Coupe d'Afrique des nations 2000 |
| 20 juin 1999     | La Réunion | Maurice - Gabon | 2-2   | Qualifications Coupe d'Afrique des nations 2000 |

## R

### République centrafricaine

#### Confrontations
Confrontations entre la République centrafricaine et le Gabon :
|    | Date             | Lieu        | Match                             | Score           | Compétition                                           |
| -- | ---------------- | ----------- | --------------------------------- | --------------- | ----------------------------------------------------- |
| 1  | 14 juillet 1976  | Libreville  | Gabon - République centrafricaine | 3-1             | Jeux d'Afrique centrale 1976 (match pour la 3e place) |
| 2  | 19 décembre 1984 | Brazzaville | République centrafricaine - Gabon | 2-2 (tab : 4-5) | Coupe de l'UDEAC 1984 (match pour la 3e place)        |
| 3  | 11 décembre 1985 | Libreville  | Gabon - République centrafricaine | 4-0             | Coupe de l'UDEAC 1985 (es) (gr. A)                    |
| 4  | 14 décembre 1986 | Malabo      | Gabon - République centrafricaine | 1-0             | Coupe de l'UDEAC 1986 (es) (gr. B)                    |
| 5  | 9 décembre 1987  | N'Djaména   | République centrafricaine - Gabon | 1-1             | Coupe de l'UDEAC 1987 (es) (gr. B)                    |
| 6  | 6 décembre 1988  | Yaoundé     | République centrafricaine - Gabon | 0-0 (tab : 3-4) | Coupe de l'UDEAC 1988 (demi-finale)                   |
| 7  | 10 décembre 1989 | Bangui      | République centrafricaine - Gabon | 2-0             | Coupe de l'UDEAC 1989 (es) (demi-finale)              |
| 8  | 11 décembre 1990 | Brazzaville | Gabon - République centrafricaine | 1-0             | Coupe de l'UDEAC 1990 (es) (gr. B)                    |
| 9  | 10 novembre 1999 | Libreville  | Gabon - République centrafricaine | 1-0             | Coupe UNIFFAC des nations                             |
| 10 | 11 décembre 2003 | Brazzaville | République centrafricaine - Gabon | 2-0             | Coupe de la CEMAC 2003 (demi-finale)                  |
| 11 | 3 février 2005   | Libreville  | Gabon - République centrafricaine | 4-0             | Coupe de la CEMAC 2005 (gr. A)                        |
| 12 | 8 mars 2006      | Malabo      | Gabon - République centrafricaine | 2-2             | Coupe de la CEMAC 2006 (gr. B)                        |
| 13 | 16 juin 2008     | Yaoundé     | Gabon - République centrafricaine | 3-3             | Coupe de la CEMAC 2008 (gr. B)                        |
| 14 | 9 décembre 2009  | Bangui      | République centrafricaine - Gabon | 2-1             | Coupe de la CEMAC 2009 (finale)                       |

#### Bilan
Au 19 avril 2019 :
- Total de matchs disputés : 14
- Victoires de la République centrafricaine : 3
- Matchs nuls : 5
- Victoires du Gabon : 6
- Total de buts marqués par la République centrafricaine : 15
- Total de buts marqués par le Gabon : 23

## S

### Sierra Leone

#### Confrontations
Confrontations entre la Sierra Leone et le Gabon :
|   | Date             | Lieu        | Match                | Score | Compétition                                                            |
| - | ---------------- | ----------- | -------------------- | ----- | ---------------------------------------------------------------------- |
| 1 | 22 octobre 1995  | Libreville  | Gabon - Sierra Leone | 1-0   | Match amical                                                           |
| 2 | 11 janvier 1997  | Freetown    | Sierra Leone - Gabon | 1-0   | Tours préliminaires à la Coupe du monde 1998 (zone Afrique - 1er tour) |
| 3 | 10 décembre 2002 | Freetown    | Sierra Leone - Gabon | 2-0   | Qualifications à la Coupe d'Afrique des nations 2004 (gr. 7)           |
| 4 | 6 juillet 2003   | Libreville  | Gabon - Sierra Leone | 2-0   | Qualifications à la Coupe d'Afrique des nations 2004 (gr. 7)           |
| 5 | 25 mars 2016     | Franceville | Gabon - Sierra Leone | 2-1   | Match amical                                                           |
| 6 | 28 mars 2016     | Freetown    | Sierra Leone - Gabon | 1-0   | Match amical                                                           |

#### Bilan
Au 22 avril 2019 :
- Total de matchs disputés : 6
- Victoires de la Sierra Leone : 3
- Matchs nuls : 0
- Victoires du Gabon : 3
- Total de buts marqués par la Sierra Leone : 5
- Total de buts marqués par le Gabon : 5

### Soudan du Sud

#### Confrontations
Confrontations entre le Gabon et le Soudan du Sud :
|   | Date            | Lieu       | Match                 | Score | Compétition                                                  |
| - | --------------- | ---------- | --------------------- | ----- | ------------------------------------------------------------ |
| 1 | 12 octobre 2018 | Libreville | Gabon - Soudan du Sud | 3-0   | Qualifications à la Coupe d'Afrique des nations 2019 (gr. C) |
| 2 | 16 octobre 2018 | Djouba     | Soudan du Sud - Gabon | 0-1   | Qualifications à la Coupe d'Afrique des nations 2019 (gr. C) |

#### Bilan
Au 4 mai 2019 :
- Total de matchs disputés : 2
- Victoires du Gabon : 2
- Matchs nuls : 0
- Victoires du Soudan du Sud : 0
- Total de buts marqués par le Gabon : 4
- Total de buts marqués par le Soudan du Sud : 0

## Z

### Zambie
| Date        | Lieu             | Match          | Score | Compétition  |
| ----------- | ---------------- | -------------- | ----- | ------------ |
| 4 juin 2017 | Libreville Gabon | Gabon - Zambie | 0-0   | Match amical |

Bilan
- Total de matchs disputés : 1
- Victoires de l'équipe de Zambie : 0
- Victoires de l'équipe du Gabon : 0
- Matchs nuls : 1